# Scott Gomez
Scott Carlos Gomez, född 23 december 1979 i Anchorage, Alaska, är en  amerikansk före detta professionell ishockeyspelare. Han har tidigare spelat på NHL-nivå för New Jersey Devils, New York Rangers, Montreal Canadiens, San Jose Sharks, Florida Panthers, St. Louis Blues och Ottawa Senators och på lägre nivåer för Hershey Bears i American Hockey League (AHL), Alaska Aces i ECHL och Tri-City Americans i Western Hockey League (WHL).
Gomez valdes i första rundan som 27:e spelare totalt i 1998 års NHL-draft av New Jersey Devils. Gomez debuterade i NHL för Devils säsongen 1999-2000 och svarade då för 70 poäng på 82 matcher i grundserien, för vilket han belönades med Calder Trophy som ligans bästa nykomling, och 4 mål och 6 assist i slutspelet när Devils vann Stanley Cup samma säsong.
Säsongen 2002-2003 vann Gomez sin andra Stanley Cup-titel med New Jersey Devils. Inför säsongen 2007-2008 skrev Gomez på som free agent för New York Rangers.
Gomez representerade USA i World Cup 2004 där USA förlorade i semifinalen mot Finland med 2-1.
Scott Gomez är av mexikansk och colombiansk härkomst.
I september 2016 meddelade Gomez officiellt att han avslutar sin karriär som spelare.

## Statistik

### Klubbkarriär
| 1994–1995   | East High School      |             | 28   | 30  | 48  | 78  | —   | —   | —  | —  | —   | —  |
| 1995–1996   | East High School      |             | 27   | 56  | 49  | 105 | —   | —   | —  | —  | —   | —  |
|             | Anchorage North Stars |             | 40   | 70  | 67  | 137 | 44  | —   | —  | —  | —   | —  |
| 1996–1997   | South Surrey Eagles   | BCHL        | 56   | 48  | 76  | 124 | 94  | 21  | 18 | 23 | 41  | 57 |
| 1997–1998   | Tri-City Americans    | WHL         | 42   | 12  | 37  | 49  | 57  | —   | —  | —  | —   | —  |
| 1998–1999   | Tri-City Americans    | WHL         | 58   | 30  | 78  | 108 | 55  | 10  | 6  | 13 | 19  | 31 |
| 1999–2000   | New Jersey Devils     | NHL         | 82   | 19  | 51  | 70  | 78  | 23  | 4  | 6  | 10  | 4  |
| 2000–2001   | New Jersey Devils     | NHL         | 76   | 14  | 49  | 63  | 46  | 25  | 5  | 9  | 14  | 24 |
| 2001–2002   | New Jersey Devils     | NHL         | 76   | 10  | 38  | 48  | 36  | —   | —  | —  | —   | —  |
| 2002–2003   | New Jersey Devils     | NHL         | 80   | 13  | 42  | 55  | 48  | 24  | 3  | 9  | 12  | 2  |
| 2003–2004   | New Jersey Devils     | NHL         | 80   | 14  | 56  | 70  | 70  | 5   | 0  | 6  | 6   | 0  |
| 2004–2005   | Alaska Aces           | ECHL        | 61   | 13  | 73  | 86  | 69  | 4   | 1  | 3  | 4   | 4  |
| 2005–2006   | New Jersey Devils     | NHL         | 82   | 33  | 51  | 84  | 42  | 9   | 5  | 4  | 9   | 6  |
| 2006–2007   | New Jersey Devils     | NHL         | 72   | 13  | 47  | 60  | 42  | 11  | 4  | 10 | 14  | 14 |
| 2007–2008   | New York Rangers      | NHL         | 81   | 16  | 54  | 70  | 36  | 10  | 4  | 7  | 11  | 8  |
| 2008–2009   | New York Rangers      | NHL         | 77   | 16  | 42  | 58  | 60  | 7   | 2  | 3  | 5   | 4  |
| 2009–2010   | Montreal Canadiens    | NHL         | 78   | 12  | 47  | 59  | 60  | 19  | 2  | 12 | 14  | 25 |
| 2010–2011   | Montreal Canadiens    | NHL         | 80   | 7   | 31  | 38  | 48  | 7   | 0  | 4  | 4   | 2  |
| 2011–2012   | Montreal Canadiens    | NHL         | 38   | 2   | 9   | 11  | 14  | —   | —  | —  | —   | —  |
| 2012–2013   | San Jose Sharks       | NHL         | 39   | 2   | 3   | 15  | 22  | 9   | 0  | 2  | 2   | 6  |
|             | Alaska Aces           | ECHL        | 11   | 6   | 7   | 13  | 12  | —   | —  | —  | —   | —  |
| 2013–2014   | Florida Panthers      | NHL         | 46   | 2   | 10  | 12  | 24  | —   | —  | —  | —   | —  |
| 2014–2015   | New Jersey Devils     | NHL         | 58   | 7   | 27  | 34  | 23  | —   | —  | —  | —   | —  |
| 2015–2016   | St. Louis Blues       | NHL         | 21   | 1   | 7   | 8   | 4   | —   | —  | —  | —   | —  |
|             | Hershey Bears         | AHL         | 18   | 4   | 20  | 24  | 0   | —   | —  | —  | —   | —  |
|             | Ottawa Senators       | NHL         | 13   | 0   | 1   | 1   | 2   | —   | —  | —  | —   | —  |
| NHL totalt  | NHL totalt            | NHL totalt  | 1079 | 181 | 575 | 756 | 655 | 149 | 29 | 72 | 101 | 95 |
| ECHL totalt | ECHL totalt           | ECHL totalt | 72   | 19  | 80  | 99  | 81  | 4   | 1  | 3  | 4   | 4  |
| WHL totalt  | WHL totalt            | WHL totalt  | 100  | 42  | 115 | 157 | 112 | 10  | 6  | 13 | 19  | 31 |

### Internationellt
| Uppdaterad: 2015-10-10 Utv = Utvisningsminuter Källa: | Uppdaterad: 2015-10-10 Utv = Utvisningsminuter Källa: | Uppdaterad: 2015-10-10 Utv = Utvisningsminuter Källa: | Uppdaterad: 2015-10-10 Utv = Utvisningsminuter Källa: | Uppdaterad: 2015-10-10 Utv = Utvisningsminuter Källa: | Uppdaterad: 2015-10-10 Utv = Utvisningsminuter Källa: | Uppdaterad: 2015-10-10 Utv = Utvisningsminuter Källa: | Uppdaterad: 2015-10-10 Utv = Utvisningsminuter Källa: |  |
| År                                                    | Lag                                                   | Turnering                                             | Matcher                                               | Mål                                                   | Assist                                                | Poäng                                                 | Utv                                                   |  |
| ----------------------------------------------------- | ----------------------------------------------------- | ----------------------------------------------------- | ----------------------------------------------------- | ----------------------------------------------------- | ----------------------------------------------------- | ----------------------------------------------------- | ----------------------------------------------------- |  |
| 1998                                                  | USA                                                   | JVM                                                   | 7                                                     | 1                                                     | 0                                                     | 1                                                     | 2                                                     |  |
| 1999                                                  | USA                                                   | JVM                                                   | 6                                                     | 3                                                     | 7                                                     | 10                                                    | 4                                                     |  |
| 2004                                                  | USA                                                   | WC                                                    | 7                                                     | 2                                                     | 1                                                     | 3                                                     | 2                                                     |  |
| 2006                                                  | USA                                                   | OS                                                    | 6                                                     | 1                                                     | 4                                                     | 5                                                     | 10                                                    |  |
| Junior totalt                                         | Junior totalt                                         | Junior totalt                                         | 13                                                    | 4                                                     | 7                                                     | 11                                                    | 6                                                     |  |
| Senior totalt                                         | Senior totalt                                         | Senior totalt                                         | 11                                                    | 2                                                     | 7                                                     | 9                                                     | 10                                                    |  |